# Vama Veche (formație)
Vama Veche a fost o formație românească de muzică rock, fondată în septembrie 1996. Membrii fondatori sunt Traian Bălănescu (claviaturi), Liviu Mănescu (chitară bas) și Tudor Chirilă (vocal). Ionel "Tase" Tănase (baterie) colaborează cu trupa numai pentru primul lor album, "Nu am chef azi" (1998), locul său în formație fiind luat mai apoi de Răzvan "Lapi" Lupu.

## Formația Vama Veche
Urmează în 1999 albumul "Vama Veche"; trupa pornește în turneul "Povestea merge mai departe", care se desfășoară în 15 orașe. Membrii formației urcă pe scenă alături de alți 6 instrumentiști - vioară, violoncel, percuție, flaut, chitară. 
Vama Veche era o trupă ce s-a dorit non-conformistă și deschizătoare de drumuri, iar acest lucru a fost cel mai bine ilustrat de cel de-al treilea album al lor, un album conceptual, o operă rock, ce a și dat naștere unui spectacol. "Am să mă întorc bărbat" a stârnit numeroase controverse la lansarea sa. Discul narează povestea unui tânăr, Andrei Gavrilă, recrutat în cadrul stagiului militar obligatoriu, și care sfârșește prin a se sinucide, cu puține zile înainte de a se întoarce acasă, din cauza numeroaselor suferințe si umiliri îndurate pe parcursul celor 12 luni de armată. Acest album a marcat și începutul colaborării cu chitaristul Eugen Caminschi, devenind membru cu drepturi depline în cadrul formației.

## Despărțirea trupei și problemele legale
În toamna lui 2006 trupa s-a despărțit, iar în decembrie 2006, Traian Bălănescu, Răzvan "Lapi" Lupu și Liviu Mănescu au acționat în instanță membrii trupei Vama, pentru încălcarea drepturilor de autor asupra pieselor Vama Veche. În urma unei decizii a ICCJ pronunțată în martie 2010, Tudor Chirilă și trupa Vama nu mai aveau voie să interpreteze piesele compuse de membrii Vama Veche fără acordul foștilor lor colegi de trupă. 
În vara anului 2010, cele două trupe formate ca urmare a despărțirii din 2006, Vama și Trupa Veche, au ajuns la un acord privind interpretarea cântecelor din repertoriul formației Vama Veche, ambele trupe putând să interpreteze aceste piese. 

## Discografie
| - Nu am chef azi (1997) - Vama Veche (1999) - Am să mă întorc bărbat (2002) - Fericire în rate (2006) | Albume live - Live la Sala Palatului (2005) Compilații - Best of Vama Veche - Tuborg Music Collection 5 (2004) |

### Discuri single
- Nu ne mai trageți pe dreapta (2000, maxi-single)
- Am să mă întorc bărbat (2002, promo)[7]

## Premii și nominalizări
| An   | Premiu                                                   | Categorie                                  | Laureat                              | Rezultat     | Note          |
| ---- | -------------------------------------------------------- | ------------------------------------------ | ------------------------------------ | ------------ | ------------- |
| 1998 | Premiile muzicale Ballentines ProTV                      | Cea mai bună trupă rock                    | Vama Veche                           | Nominalizare | [ 8 ]         |
| 2002 | Premiile MTV pentru Producțiile Video Muzicale Românești | Cel mai bun videoclip pop                  | „Beția”                              | Nominalizare | [ 9 ] [ 10 ]  |
| 2002 | Premiile MTV pentru Producțiile Video Muzicale Românești | Cel mai bun videoclip al unei trupe        | „Beția”                              | Nominalizare | [ 9 ] [ 10 ]  |
| 2002 | Premiile MTV pentru Producțiile Video Muzicale Românești | Cel mai bun montaj                         | „Beția”                              | Câștigat     | [ 10 ] [ 11 ] |
| 2003 | Premiile muzicale Radio România                          | Cea mai bună concepție discografică        | Am să mă întorc bărbat               | Câștigat     | [ 12 ]        |
| 2003 | Premiile muzicale Radio România                          | Cel mai bun grup pop-rock                  | Vama Veche                           | Nominalizare | [ 12 ]        |
| 2003 | Premiile muzicale Radio România                          | Cel mai bun cântec pop-rock                | „Epilog”                             | Nominalizare | [ 12 ]        |
| 2003 | Premiile muzicale MTV România                            | Cel mai bun grup                           | Vama Veche                           | Nominalizare | [ 13 ] [ 14 ] |
| 2003 | Premiile muzicale MTV România                            | Cel mai bun album                          | Am să mă întorc bărbat               | Nominalizare | [ 13 ] [ 14 ] |
| 2003 | Premiile muzicale MTV România                            | Cea mai bună prestație live                | Vama Veche                           | Nominalizare | [ 13 ] [ 14 ] |
| 2003 | Premiile revistei VIP                                    | Arte                                       | spectacolul „Am să mă întorc bărbat” | Câștigat     | [ 15 ]        |
| 2003 | Festivalul Cântecului de Dragoste                        | Cel mai bun text al unei piese de dragoste | „Epilog”                             | Câștigat     | [ 15 ]        |
| 2003 | Examenele Atomic                                         | Cea mai bună prestație live                | Vama Veche                           | Câștigat     | [ 16 ]        |
| 2004 | Premiile muzicale MTV România                            | Cel mai bun website                        | vamaveche.ro                         | Nominalizare | [ 17 ] [ 18 ] |

## Viitor

### Formația VAMA
VAMA este o trupă înființată de Tudor Chirilă în 2006, la scurt timp după destrămarea trupei Vama Veche. A lansat trei albume de studio, Vama (apărut în 2008), 2012 “Vama Better” (apărut in 2017), cel din urmă marcând direcția trupei în zone pop-dance. Membrii trupei sunt: Tudor Chirilă (vocal), Eugen Caminschi (chitară), Gelu Ionescu (claviaturi), Lucian Cioargă (baterie), Dan Lucian (chitară bas).

### Formația Trupa Veche
Trupa Veche a fost o trupă rock fondată de foștii membrii rămași din trupa Vama Veche, Traian Bălanescu (claviaturi, pian), Liviu Mănescu (chitară bas) și Răzvan Lupu „Lapi” (baterie). În 2007 lansează albumul 1907 km. La începutul anului 2010, membrii formației erau Traian Bălănescu (pian), Liviu Mănescu (chitară bas), Doru Cincă (baterie), Bogdan Sandu (chitară) și Bogdan Olaru (vocal).
Traian Bălănescu încetează din viață pe 28 august 2020. O petiție pentru a schimba numele străzii principale din Vama Veche în Strada Traian Bălănescu a fost lansată de comunitatea fanilor vamaveche.ro.